# Qiyamah
En el Islam el Qiyamah (en árabe : القيامة "Resurrección") es la creencia en la resurrección de todos los seres humanos en el Día del Juicio, cuando todas las personas, sean o no musulmanes, y sus buenas y malas acciones tendrán que ser finalmente juzgadas y recompensadas en conformidad. Al-Qiyama es el nombre de la sura 75 del Corán, cuyo tema es la resurrección.
El Día de la Resurrección (Yawm al-Qiyamah) también recibe los nombres de Día del Juicio (Yawm al-Din), La Hora, El último día.
El Corán declara que la creencia en la shahāda, en el último día del Juicio Final y el hacer buenas obras en la tierra es el requisito para la salvación, siempre y cuando que el alma no está comprometida en Shirk. También es necesario para conseguir el cielo creer en la observación y en los cinco pilares del Islam: tawhid, salat, sawm, el azaque y el hajj. 
 También afirma que no habrá ninguna injusticia, y que no se salvarán los incrédulos.
Isa será el que luchará contra el falso mesías Masih Al-Dajjal.